# Membres de l'Ordre du Canada, par ordre alphabétique W
| Nom                           | Ville                 | Province                | Grade     | Année | Occupation |
| Eleanor Wachtel               | Toronto               | Ontario                 | Membre    | 2004  |            |
| Juhn A. Wada                  | Vancouver             | Colombie-Britannique    | Officier  | 1992  |            |
| Jean Casselman Wadds          | Prescott              | Ontario                 | Officier  | 1982  |            |
| Norman E. Wagner              | Calgary               | Alberta                 | Officier  | 1988  |            |
| Mark A. Wainberg              | Montréal              | Québec                  | Officier  | 2001  |            |
| George Wainborn               | Vancouver             | Colombie-Britannique    | Membre    | 1998  |            |
| Peter B. Waite                | Halifax               | Nouvelle-Écosse         | Officier  | 1992  |            |
| Arthur Tsuneo Wakabayashi     | Regina                | Saskatchewan            | Membre    | 2000  |            |
| Paul G. Walfish               | Toronto               | Ontario                 | Membre    | 1990  |            |
| David Harry Walker            | St. Andrews           | Nouveau-Brunswick       | Membre    | 1987  |            |
| Ernest G. Walker              | Saskatoon             | Saskatchewan            | Membre    | 2003  |            |
| George F. Walker              | Toronto               | Ontario                 | Membre    | 2005  |            |
| Doreen Wallace                | Fredericton           | Nouveau-Brunswick       | Membre    | 1992  |            |
| Lawrence J. Wallace           | Victoria              | Colombie-Britannique    | Officier  | 1971  |            |
| Robert Thomas Wallace         | Victoria              | Colombie-Britannique    | Membre    | 1994  |            |
| Ron Wallace                   | Halifax               | Nouvelle-Écosse         | Membre    | 2001  |            |
| Hugh M. Wallis                | Ste. Anne de Bellevue | Québec                  | Officier  | 1969  |            |
| Jean-Pierre Wallot            | Ottawa                | Ontario                 | Officier  | 1991  |            |
| Annette Walls                 | Ottawa                | Ontario                 | Membre    | 1973  |            |
| Bryan E. Walls                | Essex                 | Ontario                 | Membre    | 2002  |            |
| Norma E. Walmsley             | Wakefield             | Québec                  | Officier  | 1993  |            |
| Peggy Ann Walpole             | Toronto               | Ontario                 | Membre    | 1980  |            |
| Anthony Walsh                 | Montréal              | Québec                  | Membre    | 1989  |            |
| Mary Walsh                    | Toronto               | Ontario                 | Membre    | 2000  |            |
| Thomas Joseph Walsh           | Calgary               | Alberta                 | Membre    | 1994  |            |
| Arnold M. Walter              | Toronto               | Ontario                 | Officier  | 1971  |            |
| Alexander Walton              | Vancouver             | Colombie-Britannique    | Membre    | 1975  |            |
| Dorothy Walton                | Toronto               | Ontario                 | Membre    | 1973  |            |
| Harry Ward                    | Diligent River        | Nouvelle-Écosse         | Membre    | 1984  |            |
| John Albert Ward              | Sudbury               | Ontario                 | Membre    | 1987  |            |
| Maxwell W. Ward               | Edmonton              | Alberta                 | Officier  | 1975  |            |
| Norman Ward                   | Saskatoon             | Saskatchewan            | Officier  | 1974  |            |
| John Warkentin                | Toronto               | Ontario                 | Officier  | 2000  |            |
| Garret A. Warner              | Hamilton              | Ontario                 | Membre    |       |            |
| Gordon H. Warren              | Saint-Jean            | Terre-Neuve-et-Labrador | Membre    | 1976  |            |
| Harry V. Warren               | Vancouver             | Colombie-Britannique    | Officier  | 1971  |            |
| J.C. Roger Warren             | La Malbaie            | Québec                  | Officier  | 2001  |            |
| Jake H. Warren                | Chelsea               | Québec                  | Officier  | 1982  |            |
| Philip J. Warren              | Saint-Jean            | Terre-Neuve-et-Labrador | Officier  | 2002  |            |
| Vi Milstead Warren            | Colborne              | Ontario                 | Membre    | 2004  |            |
| Vincent Warren                | Montréal              | Québec                  | Membre    | 2004  |            |
| William J. Warren             | Calgary               | Alberta                 | Membre    | 2002  |            |
| O. Harold Warwick             | London                | Ontario                 | Membre    | 1990  |            |
| Ida Carlotta Wasacase         | Whitewood             | Saskatchewan            | Membre    | 1982  |            |
| Jon Washburn                  | Vancouver             | Colombie-Britannique    | Membre    | 2001  |            |
| Gus Waskewitch                | Onion Lake            | Saskatchewan            | Membre    | 1988  |            |
| Dora Wasserman                | Côte-Saint-Luc        | Québec                  | Membre    | 1992  |            |
| Mamoru Watanabe               | Calgary               | Alberta                 | Officier  | 2001  |            |
| Lise Watier                   | Dorval                | Québec                  | Membre    | 1991  |            |
| J. Fenwick Watkin             | Toronto               | Ontario                 | Membre    |       |            |
| Alexander Gardner Watson      | Ottawa                | Ontario                 | Membre    | 1988  |            |
| J. Kenneth Watson             | Winnipeg              | Manitoba                | Membre    | 1975  |            |
| Patrick Watson                | Toronto               | Ontario                 | Compagnon | 1981  |            |
| William Watson                | Sharon                | Ontario                 | Membre    | 1974  |            |
| Gladys C. Watt                | Ottawa                | Ontario                 | Membre    | 1973  |            |
| Maud H. Watt                  | Ottawa                | Ontario                 | Officier  | 1970  |            |
| Virginia J. Watt              | Montréal              | Québec                  | Membre    | 1985  |            |
| Murray Edmund Watts           | Cobalt                | Ontario                 | Membre    | 1981  |            |
| Ronald L. Watts               | Kingston              | Ontario                 | Compagnon | 1979  |            |
| Albert Samuel Waxman          | Toronto               | Ontario                 | Membre    | 1996  |            |
| Ronald L. Way                 | Wellington            | Ontario                 | Membre    | 1975  |            |
| Sheila Weatherill             | Edmonton              | Alberta                 | Membre    |       |            |
| Robert Weaver                 | Toronto               | Ontario                 | Officier  | 2000  |            |
| John G. Webb                  | Boisdale              | Nouvelle-Écosse         | Membre    | 1980  |            |
| Phyllis Webb                  | Île Saltspring        | Colombie-Britannique    | Officier  | 1992  |            |
| Harvey Lewis Webber           | Sydney                | Nouvelle-Écosse         | Membre    | 1987  |            |
| Elizabeth Jean Webster        | Dundas                | Ontario                 | Membre    | 1991  |            |
| J. Harold Webster             | Blenheim              | Ontario                 | Membre    | 1986  |            |
| Jack Webster                  | Vancouver             | Colombie-Britannique    | Membre    | 1988  |            |
| Lorne Webster                 | Montréal              | Québec                  | Membre    | 2000  |            |
| Norman E. Webster             | Montréal              | Québec                  | Membre    | 1995  |            |
| P. David Webster              | Ottawa                | Ontario                 | Membre    | 1991  |            |
| R. Howard Webster             | Ste-Geneviève         | Québec                  | Officier  | 1983  |            |
| James Balfour Wedge           | Saskatoon             | Saskatchewan            | Membre    | 1973  |            |
| John H. Wedge                 | Toronto               | Ontario                 | Officier  | 2005  |            |
| Ben Weider                    | Hampstead             | Québec                  | Membre    | 1975  |            |
| Wilhelm F. Weiler             | London                | Ontario                 | Membre    | 1973  |            |
| William Weintraub             | Westmount             | Québec                  | Officier  | 2003  |            |
| John Weinzweig                | Toronto               | Ontario                 | Officier  | 1974  |            |
| Bryce Weir                    | Edmonton              | Alberta                 | Officier  | 1995  |            |
| Robert Stanley Kemp Welch     | St. Catharines        | Ontario                 | Officier  | 1994  |            |
| David Black Weldon            | Arva                  | Ontario                 | Membre    | 1997  |            |
| Harry L. Welsh                | Willowdale            | Ontario                 | Officier  | 1971  |            |
| Kenneth Welsh                 | Sandford              | Ontario                 | Membre    | 2003  |            |
| William P. Wen                | Toronto               | Ontario                 | Membre    | 1987  |            |
| M. Constance Wenaus           | Dartmouth             | Nouvelle-Écosse         | Membre    | 1983  |            |
| Jonathan Wener                | Montréal              | Québec                  | Membre    | 2003  |            |
| Val Werier                    | Winnipeg              | Manitoba                | Membre    | 1998  |            |
| Nellie H. West                | Toronto               | Ontario                 | Officier  | 1970  |            |
| Clemens Alfred Westcott       | Dawson Creek          | Colombie-Britannique    | Membre    | 1989  |            |
| Hilary M. Weston              | Toronto               | Ontario                 | Membre    | 2003  |            |
| W. Galen Weston               | Toronto               | Ontario                 | Officier  | 1990  |            |
| W. Garfield Weston            | Toronto               | Ontario                 | Officier  | 1978  |            |
| Donald Wetmore                | Truro                 | Nouvelle-Écosse         | Membre    | 1972  |            |
| Boyd N.D. Wettlaufer          | Victoria              | Colombie-Britannique    | Membre    | 2003  |            |
| Dorothy Anne Wheeler          | Vancouver             | Colombie-Britannique    | Officier  | 1995  |            |
| Eugene F. Whelan              | Amherstburg           | Ontario                 | Officier  | 1987  |            |
| James A. Whelihan             | Calgary               | Alberta                 | Membre    | 1985  |            |
| W. Denis Whitaker             | Oakville              | Ontario                 | Membre    | 1989  |            |
| Mary A. White                 | Doyles                | Terre-Neuve-et-Labrador | Membre    |       |            |
| Richard P. White              | Ottawa                | Ontario                 | Membre    | 1976  |            |
| Robert White                  | Toronto               | Ontario                 | Officier  | 1990  |            |
| William A. White              | Agincourt             | Ontario                 | Officier  | 1970  |            |
| Lewis D. Whitehead            | Brandon               | Manitoba                | Membre    | 1986  |            |
| Pearl B. Whitehead            | Toronto               | Ontario                 | Membre    | 1975  |            |
| John C. Whitelaw              | Westmount             | Québec                  | Membre    | 1973  |            |
| George Andrew Whitman         | Victoria              | Colombie-Britannique    | Membre    | 1983  |            |
| Norman J. Whitney             | Fredericton           | Nouveau-Brunswick       | Membre    |       |            |
| Herbert W. Whittaker          | Toronto               | Ontario                 | Officier  | 1976  |            |
| Irene F. Whittome             | Montréal              | Québec                  | Officier  | 2004  |            |
| Charlotte Whitton             | Ottawa                | Ontario                 | Officier  | 1967  |            |
| Florence E. Whyard            | Whitehorse            | Yukon                   | Membre    | 1983  |            |
| Catharine Robb Whyte          | Banff                 | Alberta                 | Membre    | 1978  |            |
| Percy D. Wickman              | Edmonton              | Alberta                 | Membre    | 2003  |            |
| Ben Wicks                     | Toronto               | Ontario                 | Membre    | 1986  |            |
| Doreen Mary Wicks             | Toronto               | Ontario                 | Membre    | 1989  |            |
| Cornelius W. Wiebe            | Winkler               | Manitoba                | Membre    | 1998  |            |
| Rudy Wiebe                    | Edmonton              | Alberta                 | Officier  | 2000  |            |
| Frederick M. Wiegand          | Westmount             | Québec                  | Membre    | 2005  |            |
| Joyce Wieland                 | Toronto               | Ontario                 | Officier  | 1982  |            |
| Karel Wiesner                 | Fredericton           | Nouveau-Brunswick       | Officier  | 1975  |            |
| Blossom T. Wigdor             | Toronto               | Ontario                 | Membre    | 1988  |            |
| Armand Frederick Wigglesworth | Port Mouton           | Nouvelle-Écosse         | Membre    | 1994  |            |
| Théodore Wildi                | Québec                | Québec                  | Membre    | 1999  |            |
| L. Dana Wilgress              | Ottawa                | Ontario                 | Compagnon | 1967  |            |
| Rick Wilkins                  | Scarborough           | Ontario                 | Membre    | 2002  |            |
| Mervyn Wilkinson              | Ladysmith             | Colombie-Britannique    | Membre    | 2001  |            |
| Healey Willan                 | Toronto               | Ontario                 | Compagnon | 1967  |            |
| M. Elizabeth Willcock         | Winnipeg              | Manitoba                | Membre    | 1990  |            |
| Amy F. Williams               | Lachine               | Québec                  | Membre    | 1985  |            |
| Charles Melville Williams     | Saskatoon             | Saskatchewan            | Membre    | 1988  |            |
| D. Ethel Williams             | St. John              | Terre-Neuve-et-Labrador | Membre    | 1984  |            |
| Frederick Sidney Williams     | Courtenay             | Colombie-Britannique    | Membre    | 1984  |            |
| Leonard E. Williams           | Saint-Jean            | Terre-Neuve-et-Labrador | Membre    | 2000  |            |
| Lynn R. Williams              | Toronto               | Ontario                 | Officier  | 2005  |            |
| Milton Donovan Williams       | Kitchener             | Ontario                 | Membre    | 1978  |            |
| Percy A. Williams             | Vancouver             | Colombie-Britannique    | Officier  | 1979  |            |
| Robert S.C. Williams          | Bramalea              | Ontario                 | Membre    | 1985  |            |
| Moncreiff Williamson          | Charlottetown         | Île-du-Prince-Édouard   | Membre    | 1976  |            |
| Robert G. Williamson          | Saskatoon             | Saskatchewan            | Membre    | 1985  |            |
| Austin Willis                 | Dartmouth             | Nouvelle-Écosse         | Membre    | 2002  |            |
| Charles Morley Willoughby     | London                | Ontario                 | Membre    | 1980  |            |
| Dorothy Abike Wills           | Anjou                 | Québec                  | Membre    | 1989  |            |
| Lars Willumsen                | Calgary               | Alberta                 | Membre    | 1976  |            |
| Bertha Wilson                 | Ottawa                | Ontario                 | Compagnon | 1991  |            |
| Budge Wilson                  | Hubbards              | Nouvelle-Écosse         | Membre    | 2004  |            |
| Cairine R.M. Wilson           | Ottawa                | Ontario                 | Membre    | 1977  |            |
| David C. Wilson               | Brandon               | Manitoba                | Membre    | 1991  |            |
| Donald R. Wilson              | Edmonton              | Alberta                 | Officier  | 1980  |            |
| Ethel Wilson                  | Vancouver             | Colombie-Britannique    | Officier  | 1970  |            |
| Ian E. Wilson                 | Ottawa                | Ontario                 | Membre    | 2002  |            |
| J. Tuzo Wilson                | Toronto               | Ontario                 | Compagnon | 1969  |            |
| John Owen Wilson              | Vancouver             | Colombie-Britannique    | Officier  | 1978  |            |
| Lois M. Wilson                | Toronto               | Ontario                 | Compagnon | 1984  |            |
| Lynton Ronald Wilson          | Oakville              | Ontario                 | Officier  | 1997  |            |
| Michael H. Wilson             | Toronto               | Ontario                 | Officier  | 2003  |            |
| Richard B. Wilson             | Victoria              | Colombie-Britannique    | Membre    | 1978  |            |
| Sandra McDougall Wilson       | Montréal              | Québec                  | Membre    | 1998  |            |
| Tracy Wilson                  | Toronto               | Ontario                 | Membre    | 1988  |            |
| Jean B. Wilton                | Toronto               | Ontario                 | Membre    | 1983  |            |
| Mona Winberg                  | North York            | Ontario                 | Membre    | 2000  |            |
| Gordon Ward Winch             | Toronto               | Ontario                 | Membre    | 2005  |            |
| William Charles Winegard      | Guelph                | Ontario                 | Officier  | 1998  |            |
| Peter Wing                    | Vancouver             | Colombie-Britannique    | Membre    | 1976  |            |
| Hugh Winsor                   | Ottawa                | Ontario                 | Membre    | 2005  |            |
| Francis G. Winspear           | Edmonton              | Alberta                 | Officier  | 1967  |            |
| Harriet Winspear              | Edmonton              | Alberta                 | Membre    | 2003  |            |
| Miriam Winston                | Vancouver             | Colombie-Britannique    | Membre    | 2002  |            |
| Gordon Arnaud Winter          | Saint-Jean            | Terre-Neuve-et-Labrador | Officier  | 1974  |            |
| Kirk A.W. Wipper              | Peterborough          | Ontario                 | Membre    | 2001  |            |
| Sydney Francis Wise           | Ottawa                | Ontario                 | Officier  | 1989  |            |
| Clarence Dexter Wiseman       | Scarborough           | Ontario                 | Officier  | 1976  |            |
| Arthur Wishart                | Sault Ste. Marie      | Ontario                 | Membre    | 1976  |            |
| Vincent George Withers        | Saint-Jean            | Terre-Neuve-et-Labrador | Membre    | 1997  |            |
| William J. Withrow            | North York            | Ontario                 | Membre    | 1980  |            |
| Milton Wittick                | Burfe's Falls         | Ontario                 | Membre    | 1976  |            |
| Henry M. Wojcicki             | Edmonton              | Alberta                 | Membre    | 1989  |            |
| Anne Marchant Wolf            | Toronto               | Ontario                 | Membre    | 1995  |            |
| Bernard Rodolphe Wolfe        | East St-Paul          | Manitoba                | Membre    | 2001  |            |
| J. Joel Wolfe                 | Côte-Saint-Luc        | Québec                  | Membre    | 2000  |            |
| Ray D. Wolfe                  | Islington (en)        | Ontario                 | Membre    | 1980  |            |
| Rose Wolfe                    | Toronto               | Ontario                 | Membre    | 1999  |            |
| William Clare Wonders         | Victoria              | Colombie-Britannique    | Membre    | 1999  |            |
| Joseph Y.K. Wong              | Don Mills             | Ontario                 | Membre    | 1992  |            |
| Milton K. Wong                | Vancouver             | Colombie-Britannique    | Membre    | 1997  |            |
| Paul Wong                     | Vancouver             | Colombie-Britannique    | Membre    | 2000  |            |
| Peter Bowah Wong              | Victoria              | Colombie-Britannique    | Membre    | 1977  |            |
| Henry Woo                     | Edmonton              | Alberta                 | Membre    | 1989  |            |
| Arthur W.S. Wood              | Mississauga           | Ontario                 | Membre    | 1991  |            |
| Dennis Wood                   | Sherbrooke            | Québec                  | Membre    | 1994  |            |
| Edgar Allardyce Wood          | Red Deer              | Alberta                 | Membre    | 1990  |            |
| Jeannine Guillevin Wood       | Montréal              | Québec                  | Officier  | 1994  |            |
| Marjorie M. Wood              | Vancouver             | Colombie-Britannique    | Membre    | 1976  |            |
| Walter R. Wood                | Kentville             | Nouvelle-Écosse         | Membre    | 1978  |            |
| Frederick J.L. Woodcock       | Grimsby               | Ontario                 | Membre    | 1984  |            |
| Harry Douglas Woods           | Fredericton           | Nouveau-Brunswick       | Officier  | 1980  |            |
| William C. Woods              | Preston               | Ontario                 | Membre    | 1973  |            |
| Donald Garth Woodside         | North York            | Ontario                 | Membre    | 1996  |            |
| Jean Ross Woodsworth          | Toronto               | Ontario                 | Membre    | 1991  |            |
| John N. Woodworth             | Kelowna               | Colombie-Britannique    | Membre    | 1990  |            |
| Marie Jeannette Woolridge     | Kelowna               | Colombie-Britannique    | Membre    | 1995  |            |
| Stephen Worobetz              | Saskatoon             | Saskatchewan            | Officier  | 1993  |            |
| James Worrall                 | Don Mills             | Ontario                 | Officier  | 1976  |            |
| Ronald G. Worton              | Ottawa                | Ontario                 | Membre    | 1993  |            |
| Ben Wosk                      | Vancouver             | Colombie-Britannique    | Membre    | 1978  |            |
| Morris J. Wosk                | Vancouver             | Colombie-Britannique    | Membre    | 1992  |            |
| Clifford Wright               | Saskatoon             | Saskatchewan            | Officier  | 1998  |            |
| Donald J.A. Wright            | Toronto               | Ontario                 | Membre    | 2001  |            |
| Douglas Tyndall Wright        | Toronto               | Ontario                 | Officier  | 1991  |            |
| Esther Clark Wright           | Wolfville             | Nouvelle-Écosse         | Membre    | 1989  |            |
| Harold M. Wright              | Vancouver             | Colombie-Britannique    | Compagnon | 1977  |            |
| Jeffrey Lawson Cameron Wright | Halifax               | Nouvelle-Écosse         | Membre    | 1993  |            |
| Robert James Wright           | Toronto               | Ontario                 | Membre    | 1997  |            |
| Gordon Michael Wyant          | Duncan                | Colombie-Britannique    | Officier  | 1990  |            |
| Harold Edmund Wyatt           | Calgary               | Alberta                 | Membre    | 1999  |            |
| Rachel Wyatt                  | Victoria              | Colombie-Britannique    | Membre    | 2002  |            |
| Paul Wyczynski                | Ottawa                | Ontario                 | Officier  | 1992  |            |
| Betty Jane Wylie              | MacTier               | Ontario                 | Membre    | 2003  |            |
| Max Wyman                     | Lions Bay             | Colombie-Britannique    | Officier  | 2000  |            |
| W. Robert Wyman               | Vancouver             | Colombie-Britannique    | Membre    | 2003  |            |
| John Earl Wynands             | Ottawa                | Ontario                 | Officier  | 1998  |            |